# Lac de Broken Bow
Pour les articles homonymes, voir Broken Bow.
Le lac de Broken Bow est un lac réservoir situé dans sud-est de l'Oklahoma sur la Mountain Fork River et à 14 kilomètres au nord-est de la ville de Broken Bow dans le comté de McCurtain. 

## Description
C'est le quatrième plus grands lacs de l'État d'Oklahoma développant une surface de 57 km2 et 290 km de rivage. La construction du barrage a débuté en 1961 et sa mise en eau à partir d'octobre 1968. C'est une destination touristique populaire pour les habitants et les visiteurs des États voisins du Texas et de l'Arkansas.
Le lac s'étend sur une distance de 35 kilomètres vers le pays des Montagnes Ouachita, où sa beauté inhabituelle et son attrait pittoresque attirent tous les amoureux de la nature. Le terrain de montagne est densément boisé et il y a beaucoup d'espèces d'oiseaux indigènes dans la région pour les ornithologues amateurs.

## Source
- (en) Cet article est partiellement ou en totalité issu de l’article de Wikipédia en anglais intitulé « Broken Bow Lake » (voir la liste des auteurs).